# Тробний Дол
Тробний Дол (словен. Trobni Dol) — поселення в общині Лашко, Савинський регіон, Словенія. Висота над рівнем моря: 597,2 м.